# Grupa Sarkotić
Grupa Sarkotić, skupina bivših hrvatskih časnika u austro-ugarskoj vojsci koja je otišla u političku emigraciju u Austriju poslije Prvoga svjetskog rata.
Osnovana je neposredno nakon završetka Prvog svjetskog rata u Austriji. Nakon raspada Austro-Ugarske, nisu se htjeli vratiti u novostvorenu Kraljevinu SHS i nisu priznavali novo političko stanje u domovini Hrvatskoj. Skupina je djelovala na rušenju Kraljevine SHS, poslije Kraljevine Jugoslavije, te na stvaranju samostalne hrvatske države. Ona i slične skupine poput Hrvatskoga emigrantskog komiteta od rana su djelovale u inozemstvu pa ih se često naziva Prvom (starom) hrvatskom emigracijom. Skupina se zove po generalu Stjepanu pl. Sarkotiću. U njoj su se još isticali potpukovnici Ivan Perčević i Stjepan (Stevo) Duić. Zahvaljujući ovoj skupini Ante Pavelić ostvario je prve kontakte s talijanskim vlastima u ljeto 1927. godine. Dvadesetih godina 20. stoljeća Grupa Sarkotić ostvarila je suradnju sa Stjepanom Radićem. 1929. godine skupina oko Ante Pavelića emigrirala je iz Kraljevine Jugoslavije. Grupa je započela suradnju s tom skupinom. Tijekom prvih pet narednih godina Perčević i Duić čak postaju li su visoki dužnosnici ustaškog pokreta.